# Joaquin Masanet
Joaquin (dit Jo) Masanet est un syndicaliste policier français né le 29 novembre 1952 à Saint-Denis-du-Sig (Algérie).

## Biographie
Titulaire d'un CAP de menuisier, il travaille d'abord pour les maisons Phénix avant d'entrer dans la Police à la CRS 33 de Reims en 1972. Il adhère aussitôt au Syndicat national indépendant et professionnel des compagnies républicaines de sécurité (SNIP des CRS) membre de la FASP.
Il devient responsable du syndicat des CRS en 1980. En 1997, il est élu secrétaire général de l'UNSA POLICE qui rassemble les anciennes organisations de la FASP.
En 2004, il est nommé membre du Conseil économique et social par Dominique de Villepin, Ministre de l'intérieur.
En 2006, l'UNSA Police remporte les élections professionnelles et est première force syndicale de la police.
Lors de la campagne présidentielle de 2007, Joaquin Masanet s'est affiché comme proche de Ségolène Royal.
C’est à Reims que s’est tenu, du 26 au 28 février 2008, le congrès du syndicat UNSA Police qui a vu le départ de Joaquin Masanet et l’arrivée d’Henri Martini au poste de secrétaire général.
Le 6 février 2015, il est mis en examen pour trafic d'influence et abus de confiance aggravé. Le 14 juillet 2015, la presse annonce que des préfets sont sur la sellette en raison de satisfactions qu'ils avaient accordées à Jo Masanet, qui se serait fait payer pour obtenir la régularisation d'étrangers en séjour illégal. Un vaste système de corruption aurait entraîné le détournement de 470 000 euros,.